# Floßplatz (Wolkenstein)
Floßplatz ist ein Gemeindeteil von Wolkenstein im Erzgebirge.

## Geographie

### Geographische Lage und Verkehr

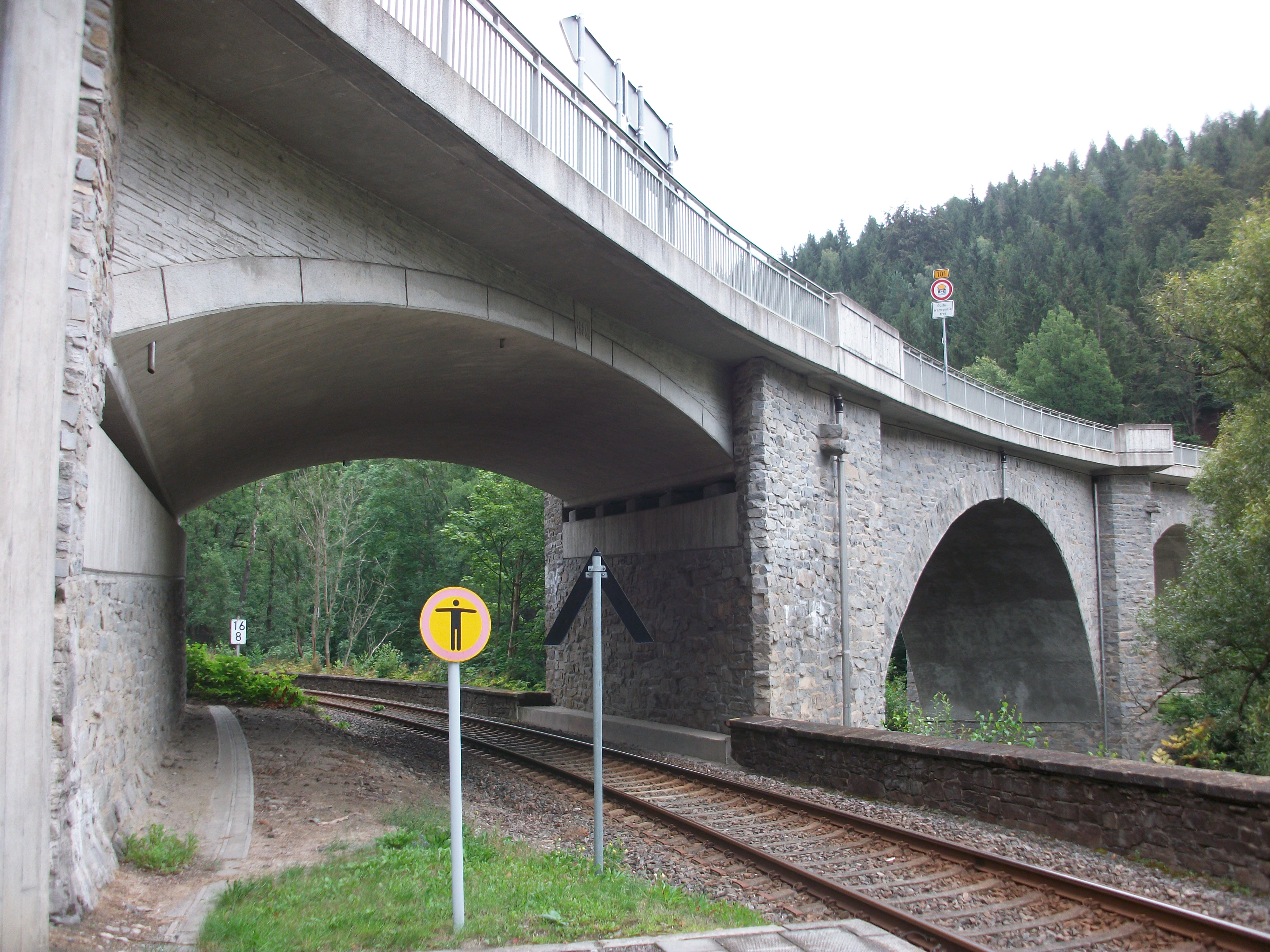
Floßplatz, Brücke B101

Floßplatz bildet den nördlichen Teil der Gemarkung von Wolkenstein. Die Siedlung liegt unmittelbar an der Zschopau und mit einem Haltepunkt an die 1866 erbaute Bahnstrecke Annaberg-Buchholz unt Bf–Flöha (Zschopautalbahn) angeschlossen. Durch Floßplatz verläuft die Bundesstraße 101. Südöstlich der Ortslage befindet sich die Wolkensteiner Schweiz mit der Anton-Günther-Höhe.

### Nachbarorte
| Hopfgarten |                                             | Grünau        |
|            | Kompassrose, die auf Nachbargemeinden zeigt | Warmbad       |
| Schönbrunn | Wolkenstein                                 | Gehringswalde |

## Geschichte

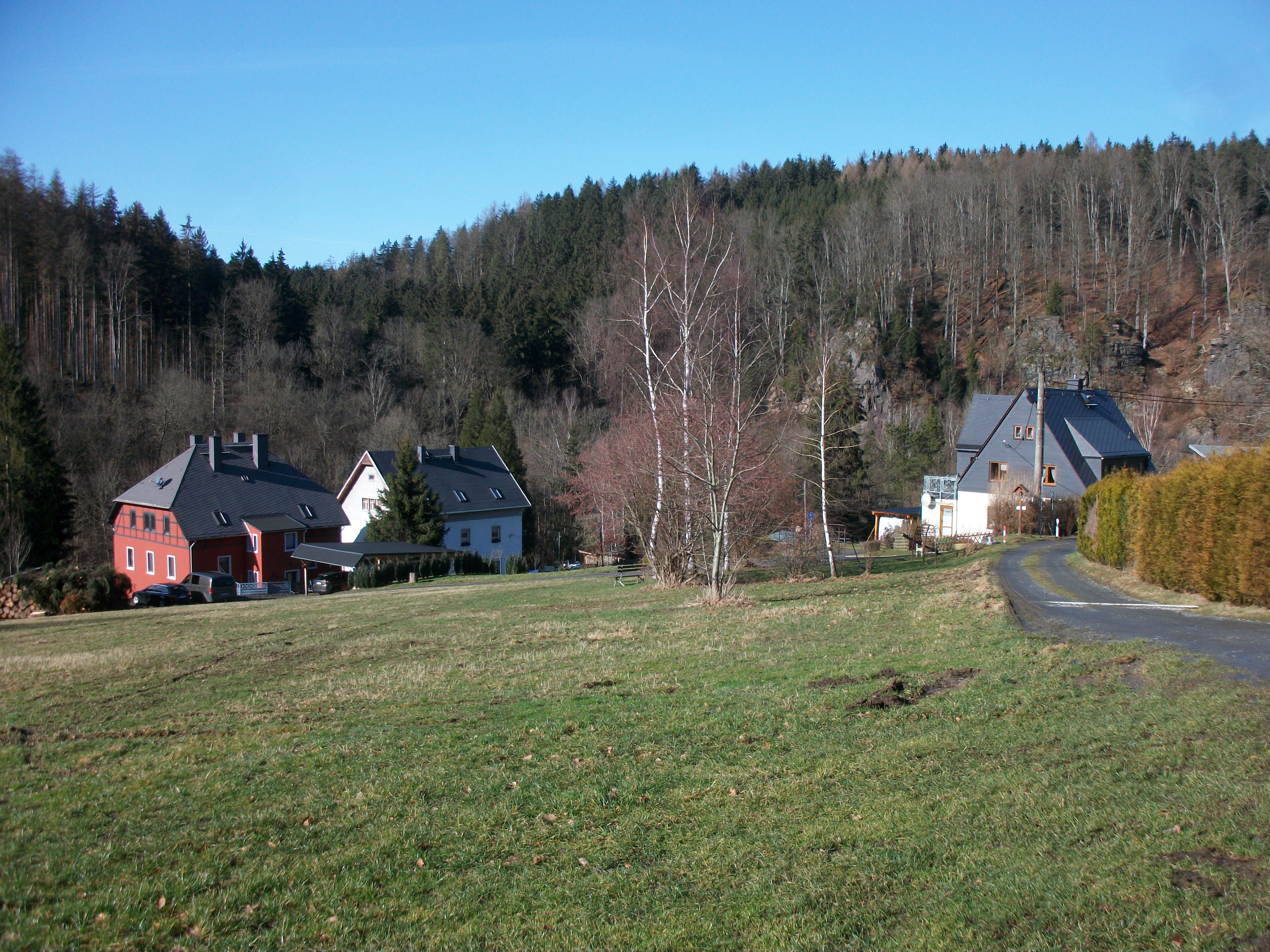
Floßplatz, Ortseingang aus Richtung Wolkensteiner Schweiz

Hervorgegangen ist der Ort aus einem Holzstapelplatz für die im Heinzewald, im Tal des Heidelbaches und im Brandwald gefällten Baumstämme. Dessen Bezeichnung Floßplatz ging auf die hier in der zweiten Hälfte des 19. Jahrhunderts entstandene Ansiedlung über, die nach der Bahneröffnung schon bald als beliebte Sommerfrische genutzt wurde. Das alte Floßhaus, in dem zeitweise auch eine Gaststätte betrieben wurde, fiel dem Bahnbau zum Opfer. An gleicher Stelle steht heute der Haltepunkt Warmbad, der in früheren Jahren auch die Bezeichnungen Floßplatz, Floßplatz-Warmbad und Wolkenstein-Warmbad trug. In den Jahren 1928–1932 erfolgte der Ausbau der Talstraße, die heute als Bundesstraße 101 genutzt wird.

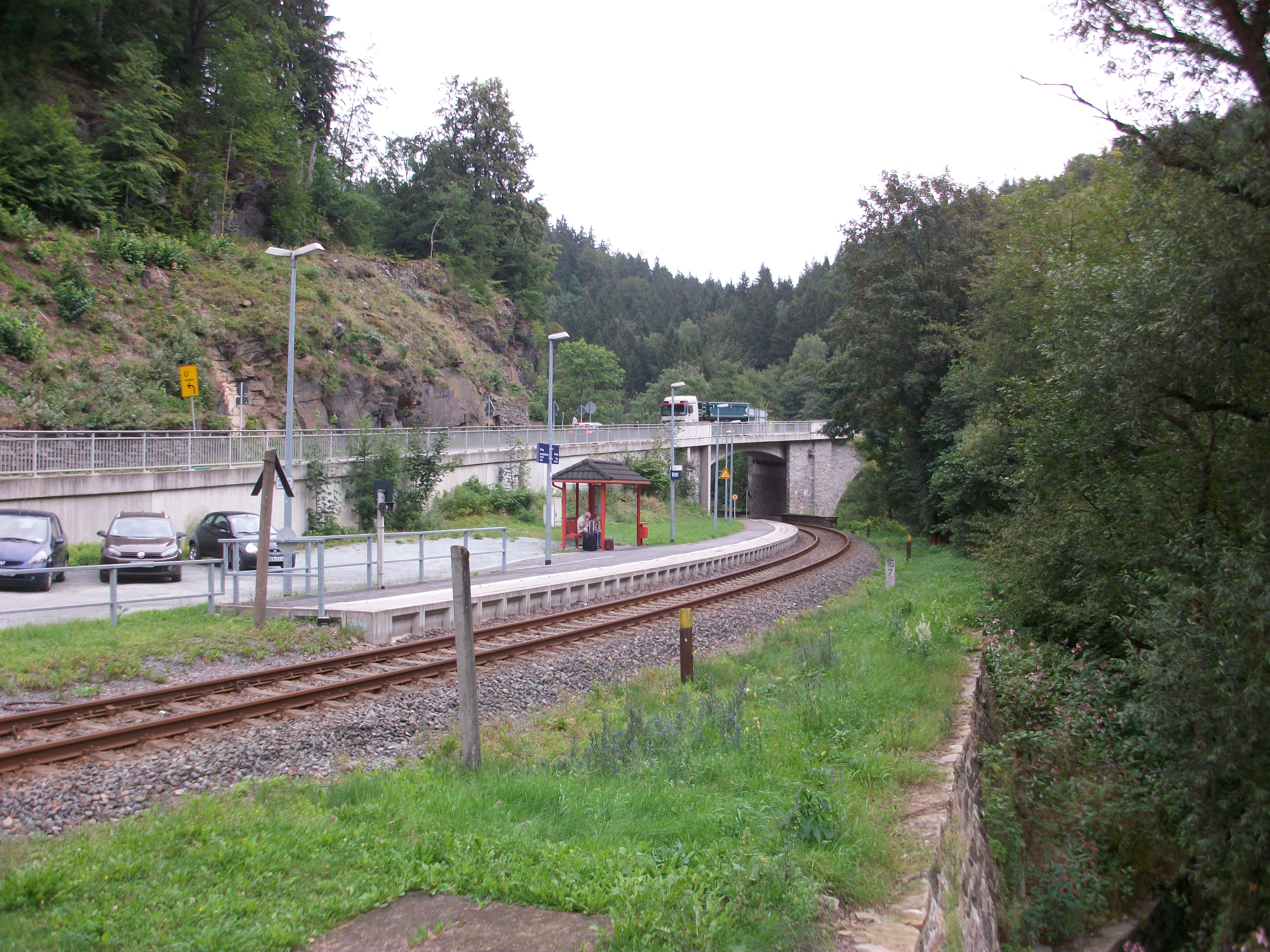
Haltepunkt Warmbad (2016)
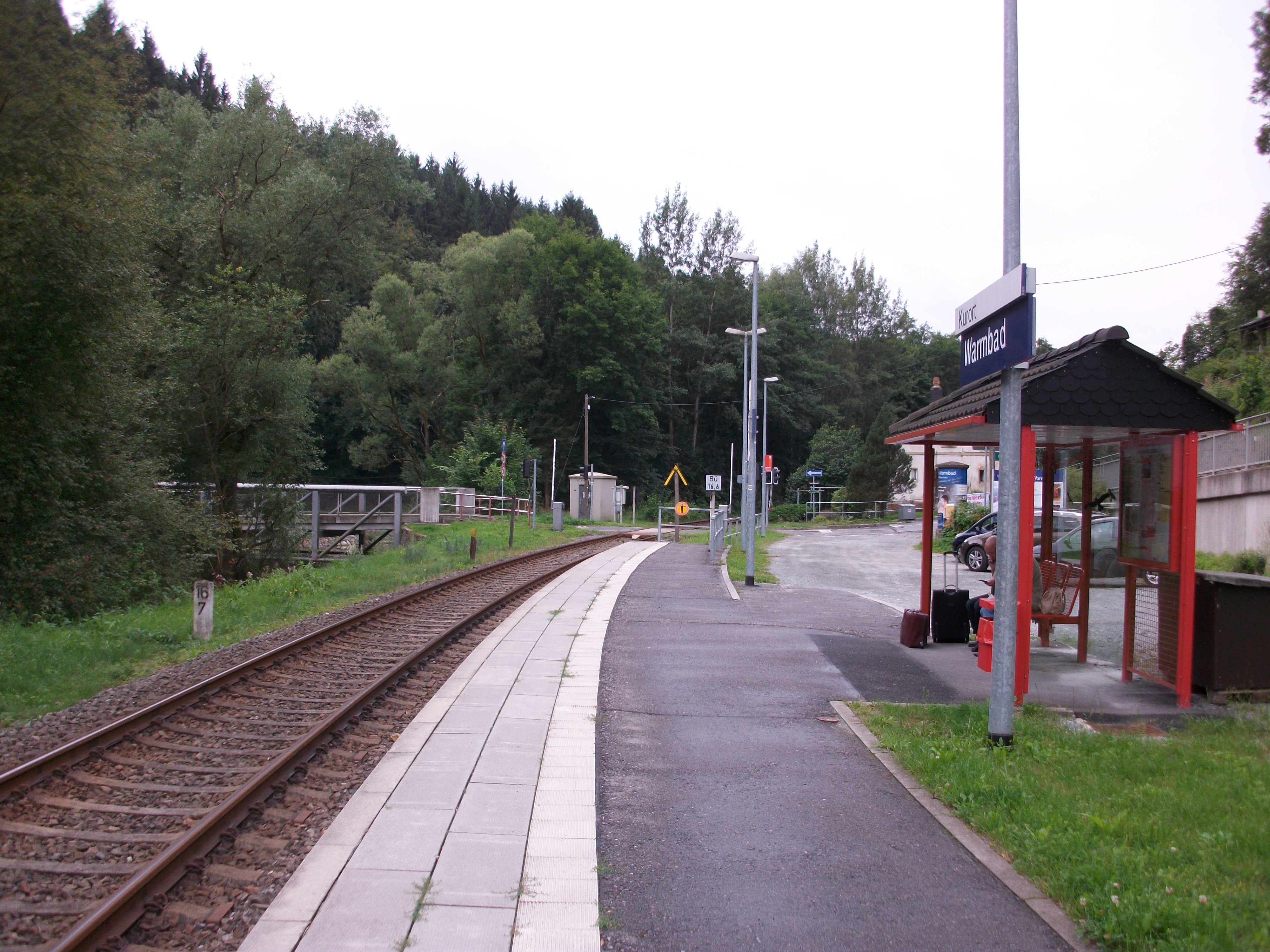
Haltepunkt Warmbad, Blick Richtung Annaberg-Buchholz (2016)
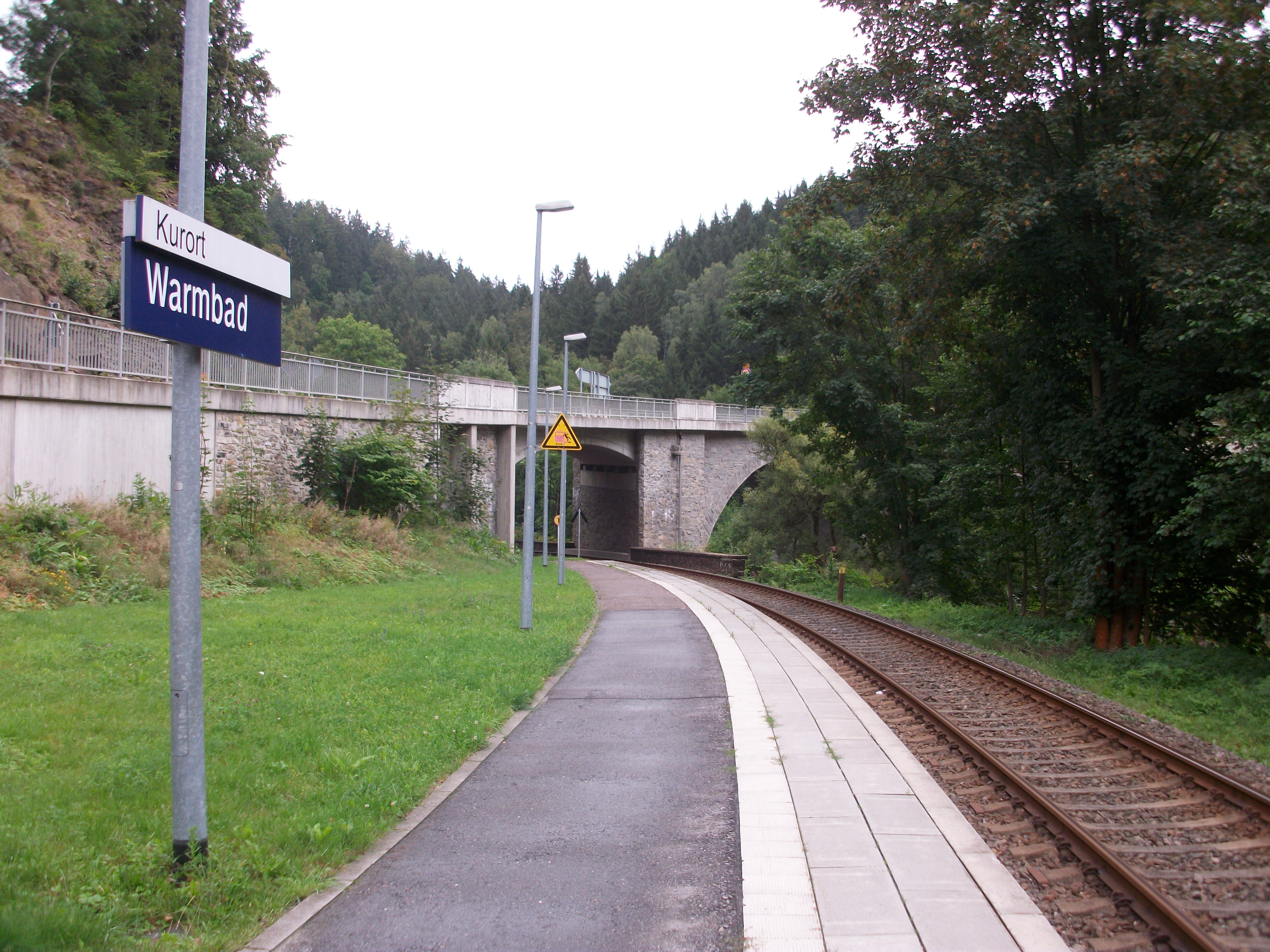
Haltepunkt Warmbad, Blick Richtung Flöha (2016)